# وجه التزامی در زبان انگلیسی
وجه التزامی (به انگلیسی: subjunctive mood) در زبان انگلیسی برای ساختن جملاتی به کار می‌رود که در مورد حقایق مسلم (فکت‌ها) نباشند. این جملات شامل وضع ذهنی افراد از جمله نظرات، باورها، اهداف، علایق، خواسته‌ها می‌شوند. وجه التزامی در تضاد با وجه اخباری (به انگلیسی: indicative mood) قرار دارد که در مورد وقایع است.
مثال وجه التزامی:
She suggests that he speak English.
مثال وجه اخباری:
He speaks English.
در انگلیسی معاصر، وجه التزامی معمولاً شبیه وجه اخباری است و تشخیص بین آن دو در اکثر موارد از روی ظاهر جملات امکان‌پذیر نیست. برای بیشتر فعل‌ها تنها موردی که بین وجوه التزامی و اخباری تفاوت ظاهری وجود دارد حالت سوم شخص مفرد در زمان حال است که در وجه اخباری به آخر فعل حرف -s اضافه می‌شود، ولی در وجه التزامی این اتفاق نمی‌افتد:
وجه التزامی:
It is necessary that he see a doctor.
وجه اخباری:
He sees a doctor.
فعل be در این میان استثناست، زیرا نه تنها وجوه اخباری و التزامی آن در زمان حال با هم فرق دارند، بلکه در زمان گذشته نیز وجوه اخباری و التزامی متفاوتی دارد.
وجه التزامی be در زمان حال:
I suggest that he be removed.
وجه اخباری be در زمان حال:
He is removed.
وجه التزامی be در زمان گذشته:
If he were rich, ...
وجه اخباری be در زمان گذشته:
When he was rich, ...
مورد دیگری که وجوه اخباری و التزامی فعل با هم متفاوت هستند وقتی است که نفی شده باشند.
وجه التزامی:
 I recommend that they not enter the competition.
وجه اخباری:
I hope that they do not enter the competition.
البته توجه کنید که التزامی نبودن وجه فعل بعد از hope در زبان انگلیسی یک استثنا در میان زبان‌هاست. برای رساندن مفهوم امیدوار بودن در اکثر زبان‌ها از جمله زبان فارسی از وجه التزامی استفاده می‌شود.